# Clovia conspicua
Clovia conspicua är en insektsart som beskrevs av Schmidt 1922. Clovia conspicua ingår i släktet Clovia och familjen spottstritar. Inga underarter finns listade i Catalogue of Life.